# 1942: First Strike
1942: First Strike è un videogioco sparatutto a scorrimento verticale sviluppato nel 2010 da Capcom Mobile per iOS.

## Modalità di gioco
Simile al titolo precedente, 1942: Joint Strike, presenta numerose caratteristiche della versione per Nintendo Entertainment System di 1942.